# جورج تومر
جورج تومر (بالإنجليزية: George Tomer)‏ هو لاعب كرة قاعدة أمريكي، ولد في 26 نوفمبر 1895 في بيري في الولايات المتحدة، وتوفي بنفس المكان في 15 ديسمبر 1984.

## وصلات خارجية
- جورج تومر على موقعبيزبول رفرنس.كوم (الدوري الرئيسي) (الإنجليزية)
- جورج تومر على موقعبيزبول رفرنس.كوم (الدوري الثانوي) (الإنجليزية)